# Viga de equilibrio

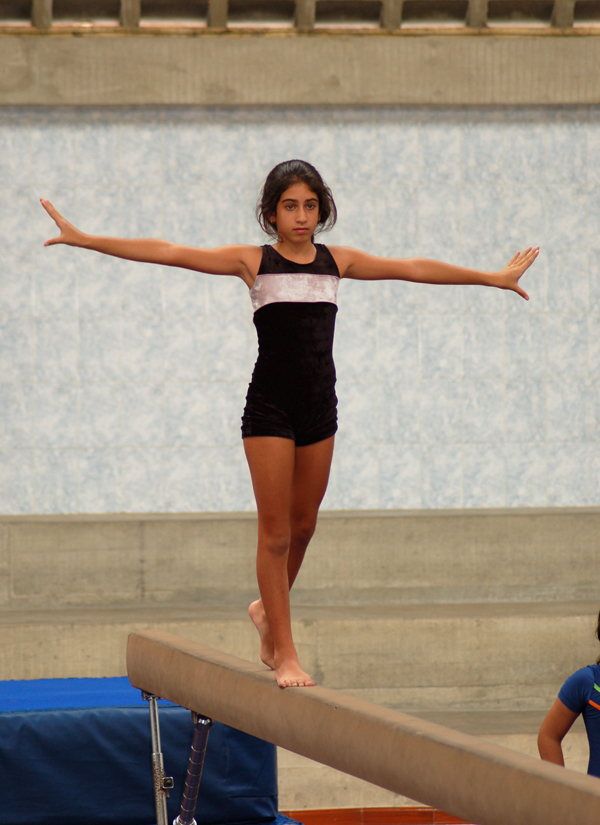
Niña en una viga de equilibrio

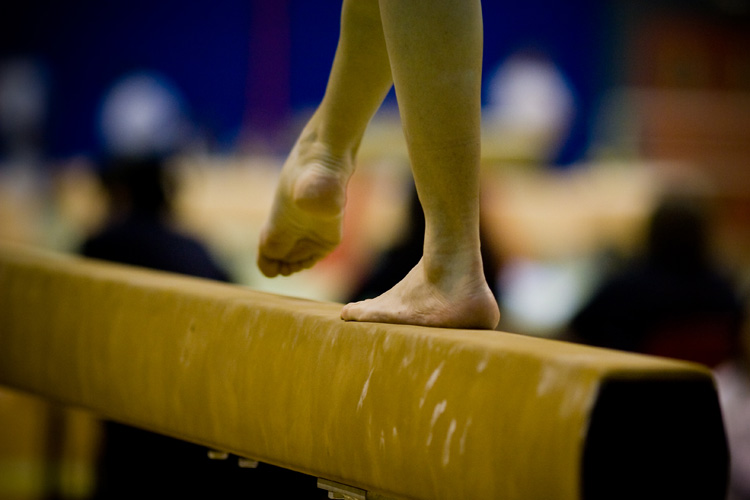
Barra de equilibrio

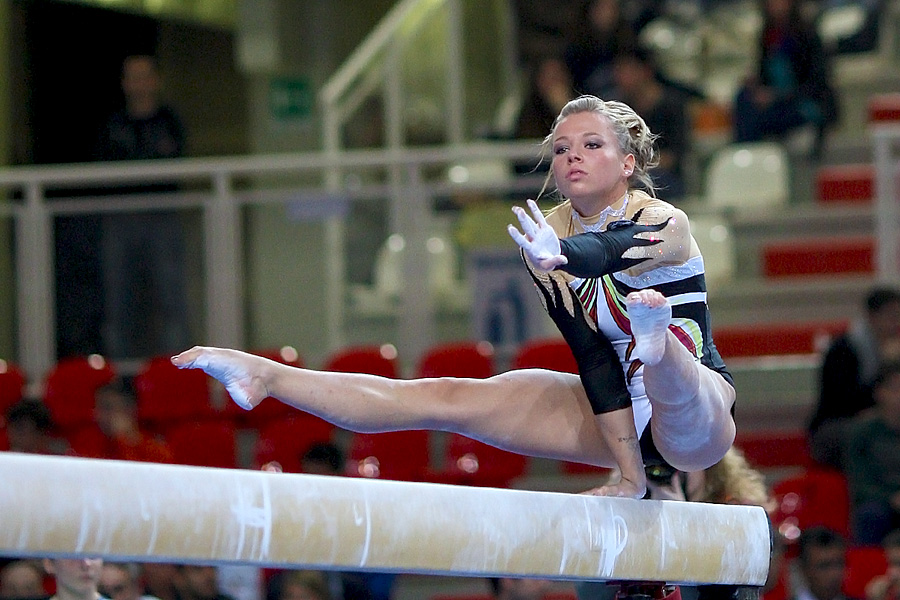
Dorina Böczögő (2012)

La viga de equilibrio o barra de equilibrio es uno de los cuatro aparatos o modalidades que componen la gimnasia artística femenina. Comúnmente se conoce en su forma abreviada como «viga» o «barra». El aparato es una viga pequeña y estrecha soportada por dos bases metálicas y es un ejercicio únicamente realizado por las gimnastas.
Las vigas utilizadas en competiciones gimnásticas internacionales deben cumplir con ciertas normas y especificaciones establecidas por la Federación Internacional de Gimnasia (FIG). Al practicar los ejercicios, las gimnastas usualmente trabajan en una barra con las mismas dimensiones y superficie pero a una altura menor. Originalmente, la viga estaba compuesta de madera. No obstante, desde la década de 1980, las barras están recubiertas de cuero o ante. Además, cuentan con resortes para amortiguar el impacto ocasionado por los saltos y los movimientos artísticos.
Según la publicación «Apparatus Norms» de la FIG, las dimensiones de la viga son: una altura de 125 centímetros, una longitud de 500 centímetros y, una anchura de 10 centímetros. Por otra parte, un ejercicio en la barra de equilibrio debe contener un enlace de dos elementos de danza diferentes (uno debe ser un salto con split de 180°), un giro completo en un pie, una serie acrobática, elementos acrobáticos en diferentes direcciones y una salida.